# Schnuffel
Schnüffel is een getekend konijn dat door het bedrijf Jamba! op de markt werd gebracht om beltonen te promoten. De tekst en de melodie zijn bedacht door de Duitsers Sebastian Nußbaum en Andreas Wendorf. Het figuur heeft veel weg van een konijn en de ogen zijn vergroot om het diertje er liever uit te laten zien.
Enige tijd nadat het figuur in de markt was gebracht als beltoon en als afbeelding voor op de mobiele telefoon kwam Schnüffel op de eerste positie in de Duitse downloadhitlijst. In februari 2008 steeg het nummer naar de eerste positie in de Musikmarkt Top 100. Het nummer heeft in deze periode ook enige tijd op de eerste positie gestaan in de Oostenrijkse Ö3 Austria Top 40.

## Discografie

### Hitoverzicht
| Single met hitnotering(en) in de Vlaamse Ultratop 50 | Datum van verschijnen | Datum van binnenkomst | Hoogste positie | Aantal weken | Opmerkingen                                   |
| ---------------------------------------------------- | --------------------- | --------------------- | --------------- | ------------ | --------------------------------------------- |
| "Snuffie Song"                                       | 2008                  | 12-04-2008            | 30              | 4*           | Nederlandstalige versie van de "Kuschel Song" |